# 姆岑斯克郡的麦克白夫人 (歌剧)
《姆岑斯克郡的麦克白夫人》（羅馬化：Ledi Makbet Mtsenskogo uyezda）为德米特里·肖斯塔科维奇所作四幕九场歌剧，作品号29。歌剧剧本由亚历山大·普雷斯（俄语：Алекса́ндр Прейс）同作曲家合写，以尼古拉·列斯科夫所著同名中篇小说为基础。
本作由肖斯塔科维奇题献给其第一任妻子外科医生尼娜·瓦尔扎尔（俄语：Нина Варзар，婚后随夫姓），时长约160分钟，于1934年1月22日在列宁格勒小歌剧院首演，又于当月24日在莫斯科首演。其糅合表现主义及真实主义的元素，讲述19世纪俄罗斯一名与其夫手下工人陷入爱情的孤寂妇女及其受驱遣走向谋杀的故事。

## 演出历程
尽管本作早期于大众和官方层面均取得成功，其却成苏共于1936年初借以对肖斯塔科维奇大行批判的工具：在受到真理报一篇题为《不是音乐是混乱》（俄语：Сумбур вместо музыки）的匿名文章（执笔人或为斯大林）挞伐之后，本作于苏联遭到近乎30年之久周知的封杀，直到1961年方解禁。
作曲家于1962年修订本作，重题名《卡捷琳娜·伊兹迈洛娃》（俄语：Катерина Измайлова），列为其第114号作品。于中两首间奏得替换、第1幕第3场得调整，其余处还有小的修改。修订后的作品于1962年12月26日在莫斯科斯坦尼斯拉夫斯基-涅米罗维奇-丹钦柯音乐剧院首演，于1964年首次作录音室录音。不过，自肖斯塔科维奇死后原版作品得更常演出。至2000年以前，原初未受审查的版本在俄罗斯都未见再演。虽经受艰难的审查历程，本作已然进入标准的演出剧目。2017年至2018年间本作为俄罗斯歌剧中第四常演的剧目，放眼全世界歌剧中则为第五十四常演。 

## 角色

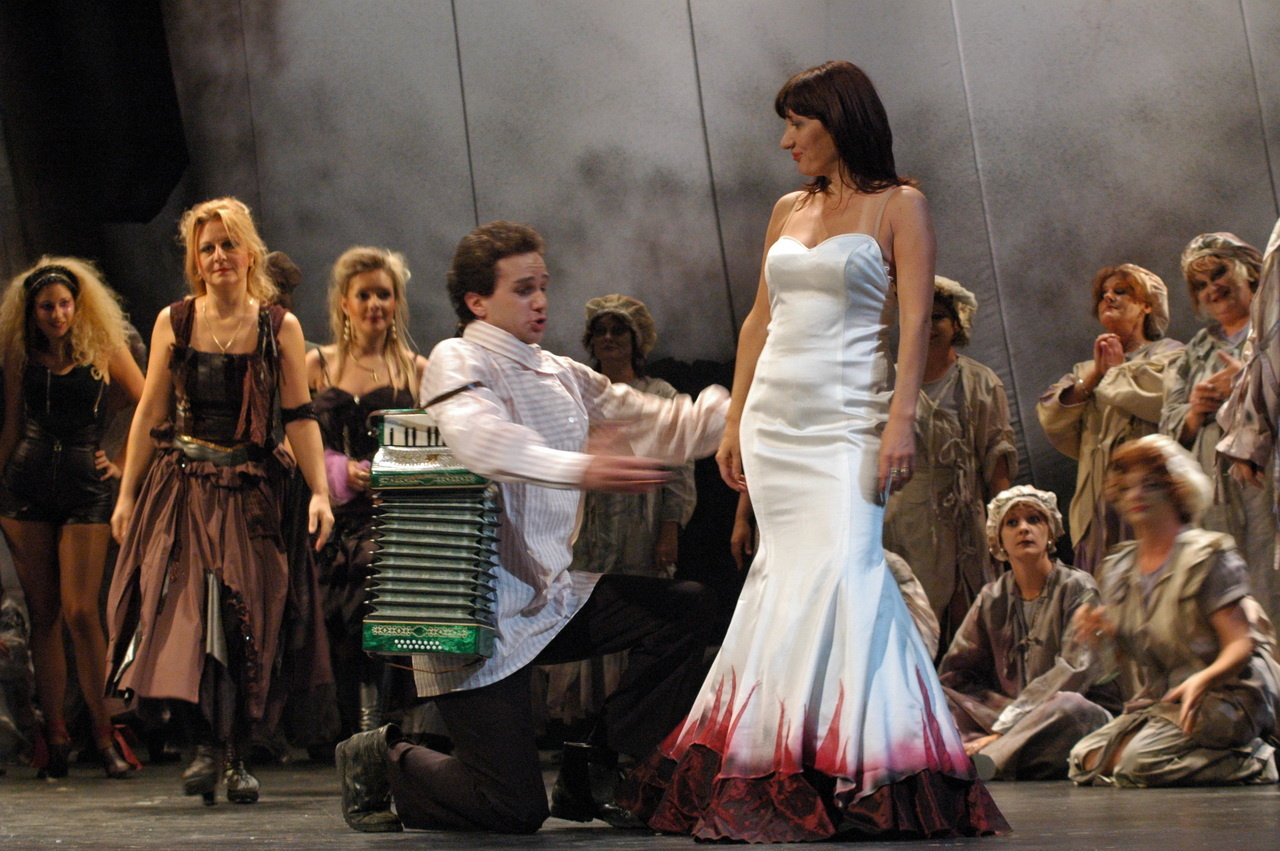
2006年于塞尔维亚国立剧院的演出

| 角色                                                                               | 声部     |
| ---------------------------------------------------------------------------------- | -------- |
| 博里斯·季莫菲耶维奇·伊兹迈洛夫：商人                                               | 高男低音 |
| 济诺维·博里索维奇·伊兹迈洛夫：商人之子                                             | 男高音   |
| 叶卡捷琳娜·莉沃夫娜·伊兹迈洛娃：济诺维·博里索维奇之妻                              | 女高音   |
| 谢尔盖：受雇于伊兹迈洛夫家的工人                                                   | 男高音   |
| 阿克辛尼娅：受雇于伊兹迈洛夫家的女工                                               | 女高音   |
| 衣衫褴褛的农民（村中醉汉）                                                         | 男高音   |
| 工人：受雇于伊兹迈洛夫家                                                           | 男中音   |
| 管家：受雇于伊兹迈洛夫家的工人                                                     | 男低音   |
| 门房：受雇于伊兹迈洛夫家的工人                                                     | 男低音   |
| 工人甲：受雇于伊兹迈洛夫家                                                         | 男高音   |
| 工人乙：受雇于伊兹迈洛夫家                                                         | 男高音   |
| 司祭                                                                               | 男低音   |
| 警察局长                                                                           | 男低音   |
| 虚无主义者                                                                         | 男高音   |
| 警察                                                                               | 男低音   |
| 老囚犯                                                                             | 男低音   |
| 索涅特卡：囚犯                                                                     | 女低音   |
| 女囚                                                                               | 女高音   |
| 军官                                                                               | 男低音   |
| 哨兵                                                                               | 男低音   |
| 博里斯·季莫菲耶维奇的鬼魂                                                          | 男低音   |
| 合唱队：SATB，分声部——受雇于伊兹迈洛夫家的男女工人、警察数人、婚宴的宾客、男女囚犯 |          |

## 概要
虽与原作小说共用基础角色及故事大纲，本歌剧在情节同重点方面仍有若干不同之处。一例在囚队中，时为叶卡捷琳娜将其长袜给谢尔盖之后：歌剧中所有女人都嘲笑叶卡捷琳娜，然而小说中谢尔盖和索尼娅嘲讽她，另有二女则以前二人为耻，作为此二人对叶卡捷琳娜残酷行径的回应。

## 批判反响
对本作的批评之一着眼于其与性相关的内容，尤以此类行为之以音乐表现所用的方式为甚。纽约太阳报于1935年刊载的一篇评论称其为「色情」，意指其在性爱场景中所用耸人听闻的叙述性音乐。斯特拉文斯基将此作描述为「可悲地粗野」，认为其中的音乐描写简陋写实。
《真理报》批评中的猛烈抨击在于道德方面；其谴责此歌剧对于剧名所提到人物，即一个通奸者而兼杀人凶手的叶卡捷琳娜之富于同情的描画。当时作曲家用苏维埃式的语言为其同情性的刻画作辩护，称叶卡捷琳娜是革命前充满压迫的俄罗斯环境下的牺牲品。
此种评价在理查德·塔鲁斯金于1989年所作的一篇文章中以另种方式复见，文中其于斯大林反富农运动的环境中解释此作，认为其对叶卡捷琳娜富农亲属的杀害之描写是「对种族灭绝的辩护」。丹尼尔·日托米尔斯基在其对司祭和警察的处理上批判本作为「粗陋的讽刺」，但对最后一幕「不可思议的力量」有所赞赏。

### 引用资料
- Wilson, Elizabeth. . Princeton University Press. 1994. ISBN 0-691-04465-1.

## 延伸阅读
- Frolova-Walker, Marina. Mervyn Cooke , 编. . Cambridge Companions to Music. 伦敦: Cambridge University Press. 2005: 182–186. ISBN 0-521-78393-3.
- Taruskin, Richard. . The New Republic. 1989: 34–40.